# أرشيبالد هنتر
أرشيبالد هنتر (بالإنجليزية: Archibald Hunter)‏ هو عسكري وسياسي بريطاني، ولد في 6 سبتمبر 1856 في لندن في المملكة المتحدة، وتوفي بنفس المكان في 28 يونيو 1936. حزبياً، نشط في حزب المحافظين. في الانتخابات العمومية البريطانية 1918 ‏، انتخب عضو برلمان المملكة المتحدة الـ31 عن دائرة Lancaster (UK Parliament constituency) ‏ (14 ديسمبر 1918 – 26 أكتوبر 1922).